# 前石门站
前石门站是一个大准线上的铁路车站，位于内蒙古自治区和林格尔县前石门，建于1998年，目前为四等站，邮政编码为011508。目前客运：办理旅客乘降；不办理行李、包裹托运；不办理货运营业。